# Всесвітній день учителів

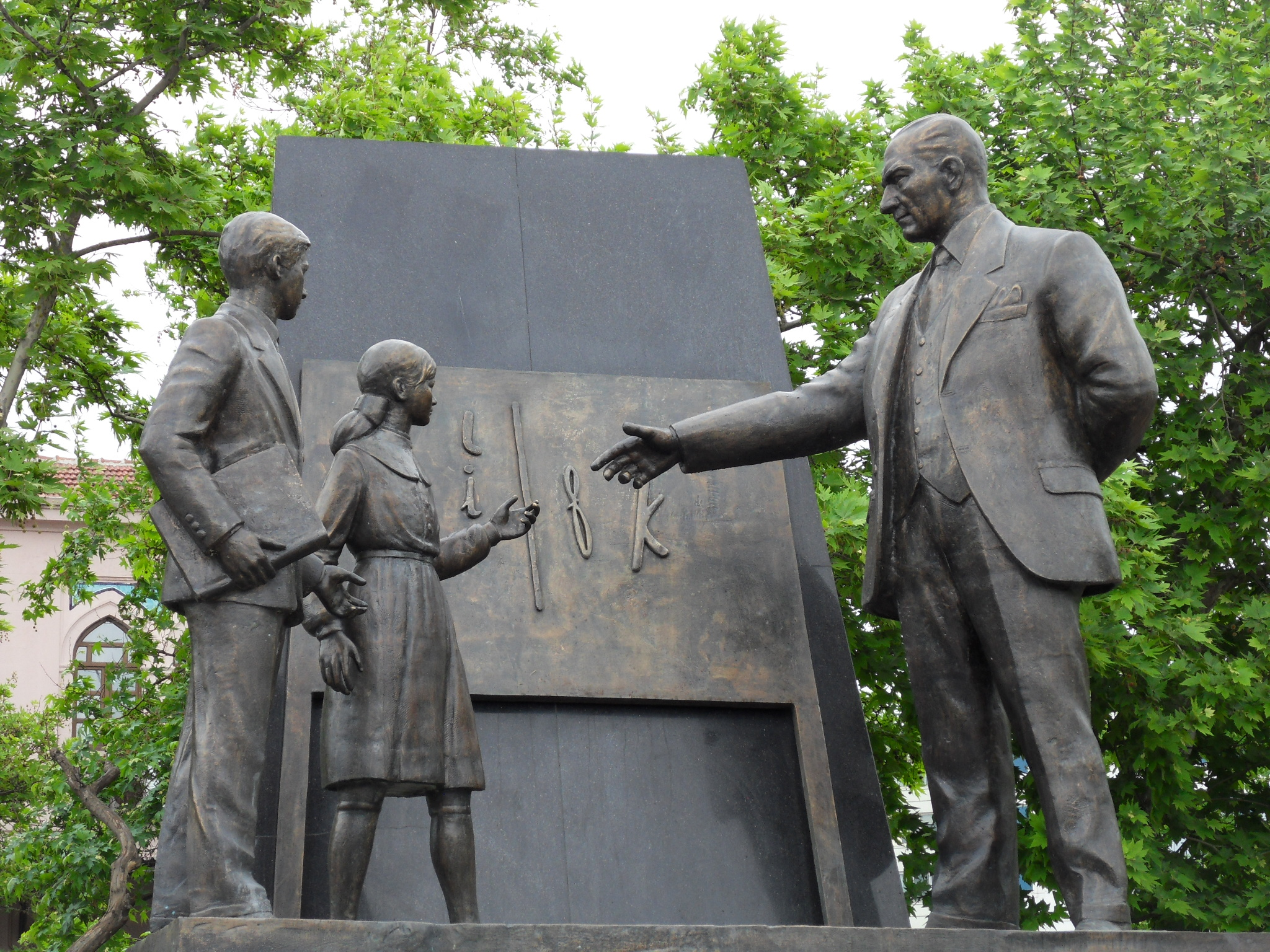
Ататюрк навчає турецьких дітей абетки на основі латинської графіки, статуя в Стамбулі

Всесвітній день вчителя (англ. World Teachers' Day) — свято, яке відзначають 5 жовтня.

## Історія проголошення
ЮНЕСКО проголосила 5 жовтня Всесвітнім днем учителів 1994 року, святкуючи великий крок, зроблений для вчителів 5 жовтня 1966 року, коли спеціальна міжурядова конференція, скликана ЮНЕСКО в Парижі прийняла в співпраці з МОП Рекомендацію ЮНЕСКО/МОП «Про становище вчителів».
Ця Рекомендація встановлює права і обов'язки вчителів, а також міжнародні стандарти для їхньої початкової підготовки і подальшої освіти, найму, працевлаштування, умов викладання та умов навчання. Включає керівні принципи щодо участі вчителів у прийнятті рішень з освітніх питань за допомогою консультацій і переговорів з політиками. З моменту її прийняття, ця Рекомендація вважається важливим набором керівних принципів для сприяння підвищенню статусу вчителів в інтересах якісної освіти.
Рекомендація визнає вирішальну роль учителя в розвитку освіти, особистості, у формуванні суспільства в цілому та зазначає, що серед різних чинників, що впливають на становище вчителів, особливу увагу необхідно приділяти заробітній платі, яка повинна відповідати значенню педагогічної діяльності для суспільства та бути співмірною із заробітною платою, виплачуваною працівникам інших професій, що потребують подібної або еквівалентної кваліфікації (п. 114).
5 жовтня також відзначають прийняття Генеральною конференцією ЮНЕСКО 1997 року Рекомендації ЮНЕСКО про статус викладацьких кадрів вищих навчальних закладів.

## Тематика Днів учителя
Щороку День вчителя присвячений певній тематиці:
- 2009: «Створіть майбутнє: інвестуйте в учителів зараз!»;[3]
- 2010: «Відновлення починається з вчителів»;[4]
- 2011: «Вчителі за гендерну рівність»;[5]
- 2012: «Підтримаємо вчителів!»;[6]
- 2013: «Нам потрібні вчителі!»;[7]
- 2014: «Інвестуйте в майбутнє, інвестуйте в учителів!»;[8]
- 2015: «Розширення прав і можливостей учителів, створення стійких суспільств»;[9]
- 2016: «Високий статус учителя — визнання цінності професії».[10]
- 2017: «Свобода викладання та розширення прав і можливостей вчителів»[11]
- 2018: «Право на освіту передбачає право на кваліфікованих вчителів»